# Cristalina
| \| Cristalina \|                   |
| Lage der Stadt Cristalina in Goiás |
| Cristalina                         |

| Cristalina |

Cristalina ist eine brasilianische politische Gemeinde und Stadt im Bundesstaat Goiás in der Mesoregion Ost-Goiás und in der Mikroregion Entorno de Brasília.

## Geographische Lage
Cristalina liegt südlich der brasilianischen Hauptstadt Brasília und 274 km östlich von Goiânia, der Hauptstadt des Bundesstaates. Nach Brasilia sind es 112 Kilometer (Luftlinie) und auf der Straße etwa 140 Kilometer.
Die Stadt grenzt
- im Norden an den Bundesdistrikt Brasília
- im Osten an Cabeceira Grande und Unaí (beide MG)
- im Südosten an Paracatu (MG)
- im Südwesten an Ipameri
- im Westen an Luziânia und Cidade Ocidental

## Einzelnachweise

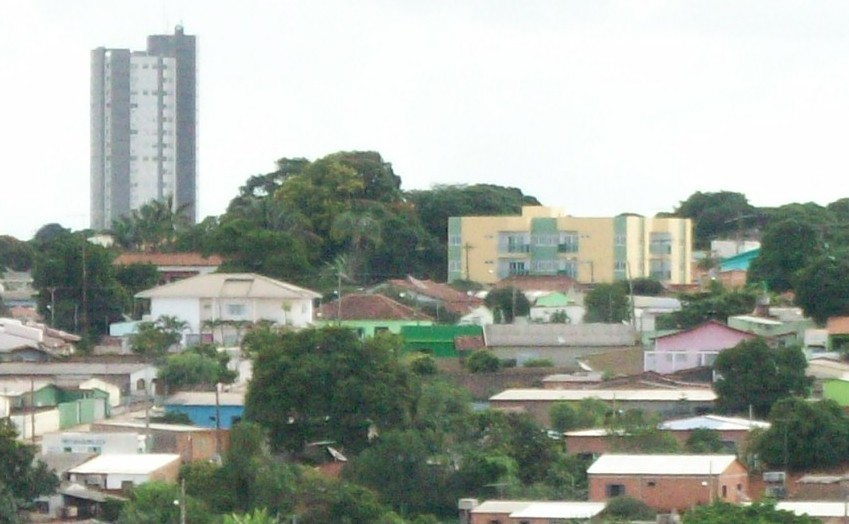
Cristalina